# Siby (Burkina Faso)
Siby è un dipartimento del Burkina Faso classificato come comune, situato nella Provincia  di Balé, facente parte della Regione di Boucle du Mouhoun.
Il dipartimento si compone del capoluogo e di altri 7 villaggi: Ballao, Bitiako, Boromissi, Kalembouly, Sécaco, Sorobouly e Souho.